# Auenheim
Auenheim è un comune francese di 887 abitanti situato nel dipartimento del Basso Reno nella regione del Grand Est.
Sito nella pianura alsaziana settentrionale, in riva al fiume Moder, è attraversato da nord a sud dalla strada dipartimentale nr. 468 che collega Strasburgo (distante 42 km) a Lauterbourg (25 km). Si trova a circa 20 km a est di Haguenau. È raggiunto da un'uscita lungo l'autostrada A35, distante 2 km, e dalla stazione ferroviaria di Rountzenheim, sita a 1 km. Dal 1º gennaio 2019 il comune di Auenheim è stato accorpato a quello limitrofo di Rountzenheim

## Società

### Evoluzione demografica
Abitanti censiti